# Longeau (Yron)
Der Longeau ist ein rund 37 km langer Fluss in Frankreich, der in der Region Grand Est verläuft. Er ist ein linker und südwestlicher Zufluss des Yron.

## Geographie

### Verlauf
Der Longeau entspringt im Regionalen Naturpark Lothringen, in der Naturlandschaft Côtes de Meuse, im Gemeindegebiet von Hannonville-sous-les-Côtes, entwässert anfangs in nordwestlicher Richtung, schwenkt dann auf Nordost und mündet nach etwa 37,5 Kilometern an der Gemeindegrenze von Friauville und Conflans-en-Jarnisy als linker Nebenfluss in den Yron. Auf seinem Weg durchquert der Longeau die Départements Meuse und Meurthe-et-Moselle.

### Zuflüsse
(Reihenfolge in Fließrichtung)
- Ruisseau de Genousevau (links), 1,7 km
- Ruisseau de Sonvau (links), 1,0 km
- Ruisseau de Jonvau (links), 1,8 km
- Ruisseau d'Aidevau (links), 1,3 km
- Ruisseau de Donvau (links), 1,0 km
- Ruisseau de la Fontaine St-Brice (links), 1,1 km
- Ruisseau de Moulinvau (links), 1,4 km
- Ruisseau de Champe (links), 2,9 km
- Ruisseau d'Haudiomont (links), 7,4 km
- Ravin de Viseau (rechts), 5,6 km
- Ruisseau de la Noue (rechts), 3,6 km
- Fosse du Pont St Pierre (links), 3,0 km
- Ruisseau de Riaville (links), 9,3 km
- Ruisseau Moutru (rechts), 7,8 km
- Ruisseau du Pont (links), 7,4 km
- Ruisseau de la Fontaine des Bussières (links), 9,6 km
- La Seigneulle (rechts), 23,4 km, 50,2 km², 0,46 m³/s

### Orte am Fluss
(Reihenfolge in Fließrichtung)
- Dommartin-la-Montagne
- Bonzée
- Fresnes-en-Woëvre
- Saulx-lès-Champlon
- Saint-Hilaire-en-Woëvre
- Harville
- Brainville
- Friauville